# Sericicultura
Sericicultura, ou sericultura, stricto sensu, é a parte da  Zootecnia  que trata do estudo e da criação do lepidóptero Bombyx mori L., o bicho-da-seda. Na fase intermediária do seu ciclo vital, (crisálida), o bicho-da-seda produz um envoltório filamentoso (casulo), de cuja extração e processamento deriva a seda.
É atribuído aos chineses a paternidade - há mais de 4 milênios - no desenvolvimento destas técnicas; a confecção de tecidos e diversas outras utilidades com as fibras que produz, inclusive, na expressão artística.

## História e lendas
Conta-se que na China, a Imperatriz  Xi Ling-Shi (mandarin : 嫘祖, pinyin : Léi Zǔ) estava passeando quando avistou um pequena lagarta. Curiosa, tocou-a. E, de repente, percebeu que um finíssimo fio se destacara do animal e, alongando-se (delicada, mas resistentemente) manteve-se preso ao seu dedo. Docemente, a Imperatriz enrolou o fio e  quando mais enrolava mais este se alongava. Notou, também, que  produzia uma sensação morna muito agradável. Quando já havia se formado um significante novelo avistou um pequeno casulo e, logo, concluiu era ali que se produzira o fio. Feliz com a descoberta divulgou-a entusiasticamente.

## Em Portugal
As principais zonas sericícolas de Portugal foram os Trás-os-Montes e a Beira Alta, que beneficiaram do isolamento geográfico. No século XIX eram percorridas por comerciantes estrangeiros para adquirir grandes quantidades de casulos.

No Centro Ciência Viva de Bragança está presente uma exposição interativa acerca do ciclo do bicho-da-seda.